# Nexuiz
《Nexuiz》是一个三维第一人称射击游戏，游戏引擎為DarkPlaces，修改自雷神之锤引擎，它的游戏源代码在GNU通用公共许可证许可下发布，使用自由内容，故为“自由游戏软件”。

## 游戏特点
游戏为在线对抗设计，吸取了很多虚幻竞技场的特性。目前单人任务是为了引领玩家熟悉各种游戏模式而设，随着开发的成熟，玩家社区开始进行真正有情节的任务制作。随着游戏模式的不断扩充，Nexuiz已不是死亡竞赛游戏。除了传统的死亡锦赛，猎杀，夺旗，还有竞速、球类。

## 图像效果
Nexuiz使用DarkPlaces引擎，支持OpenGL 2.0，拥有布隆过滤器、实时建模、动态光影、视差映射和高动态光照渲染等特效。

## 武器
1.Laser（激光枪）
标准模式自带武器。火力弱，只有一种攻击模式，无限弹药。拥有击飞的能力，子弹爆炸后散溅只带来很少伤害，所以它能用于火箭跳而不用花费太多生命值。
弹药：不需
2.Shotgun（霰弹枪）
标准模式自带武器。在中近距离战斗非常有用。主攻击模式为一次射击。次攻击模式迅速连续进行三次射击，相对于主攻击模式整体耗费更多时间重新装弹。
弹药：炮弹（主x1，次x3）
3-1.Machine Gun（机关枪）
机关枪高速度发射普通子弹。主攻击模式牺牲精确度疯狂吐弹。次攻击模式射击速度下降，换取一串更有精确度的子弹。配合中键可以攻击对方头部获得最大杀伤力。
彈藥：常規子彈
3-2.Camping Rifle（野營步枪）
主攻击模式点射。次模式连续射击，但特殊的是这个武器需要装弹。
弹药：常规子弹（主x3，次x10）
4.Grenade Launcher/Mortar（榴弹发射器，在遊戲中也稱迫擊砲）
是Hager的改型。火力强大，但射击间隔长。次攻击模式为发射一个跳动的榴弹并计时两秒后爆炸。
弹药：火箭（主&次x2）
5.Electro（電漿砲）
主攻击模式发射出一个高速的压缩等离子束，擊中目標時有爆炸效果。次攻击模式极快速度拋射一个个充满等离子体的雷。雷高度不稳定，会在几秒后爆炸，或者接触人物后爆炸。
弹药：能量电池（主&次x2）
6-1.CryLink（闪电链）
发射五个小型高度不稳定的等离子体球。主攻击模式子弹密集在一个小圈里，这有时候对付单个敌人很有用，擊中牆壁會反彈一次。次攻击模式子弹成水平一排发射出去。即时等离子体球能弹跳，但它们只在直接命中时造成伤害。
弹药：能量电池（主&次x1）
6-2.Heavy Laser Assault Cannon（重型雷射突擊砲）
可以如機槍般連射，但没有强大的推力。第二模式一次放出分散的大量激光。
弹药：能量电池（主x1，次x5）
7-1.NexGun（力量之枪）
力量之枪从磁性容器里发射出一列反物质然后以超音速直飞向目标，几乎能蒸发一路上所有遇到的物体，直到被重质量物质吸收，例如石头或者金属。反物质的反应就是在空气中拖出一个可见的轨迹，威力極強但射擊頻率極低。次攻击模式為視野接近的瞄准功能。
弹药：能量电池（主x5）
7-2.Minstanex
8.Hagar（榴彈砲）
主模式為向前方射擊一枚火力威猛的榴彈砲，在接触任何物体后爆炸，擁有相當高的射擊頻率。次攻击模式发射的火箭彈可以在一定角度下反弹。
弹药：火箭（主&次x1）
9-1.Rocket Launcher（火箭发射器）
正点的fragging武器！火力非常猛，因为它每次消耗三個火箭彈藥，射击頻率低。主攻击模式发射一支极具破坏性的火箭，發射後再按住發射鍵可控制方向，在接触任何物体后爆炸。次攻击模式则是讓發射後的火箭立即爆炸。
弹药：火箭（主x3）
9-2.Fireball（火球）
發射跳動的火球，被擊中會持續受傷。
10-1.Port-O-Launch
像Portal一样，同时开启两个门，瞬间移动
10-2.Grabbing Hooks（飞索）
使用电池的电力，发出一道光束链接到任何物体，接触前消耗能量1，然后随着持续时间不断消耗电力，次模式是消耗电力50的特殊攻击，很亮的一道闪光中的能量球。让任何人都看不清楚。

## 地图
除了主程序带着的地图，还有额外地图下载，2.5版本之前程序不会自动下载地图。此游戏对地图的选择非常严谨。